# Dmytro Danylenko
Dmytro Danylenko –en ucraniano, Дмитро Даниленко– (24 de junio de 1999) es un deportista ucraniano que compite en piragüismo en la modalidad de aguas tranquilas.
Ganó tres medallas en el Campeonato Mundial de Piragüismo en Aguas Tranquilas entre los años 2021 y  2023, y una medalla de plata en el Campeonato Europeo de Piragüismo de 2021.
En los Juegos Europeos de Cracovia 2023 consiguió una medalla de plata en la prueba de K4 500 m.

## Palmarés internacional
| Campeonato Mundial | Campeonato Mundial     | Campeonato Mundial | Campeonato Mundial |
| Año                | Lugar                  | Medalla            | Competición        |
| ------------------ | ---------------------- | ------------------ | ------------------ |
| 2021               | Copenhague (Dinamarca) | Medalla de oro     | K4 500 m           |
| 2022               | Halifax (Canadá)       | Medalla de bronce  | K4 500 m           |
| 2023               | Duisburgo (Alemania)   | Medalla de bronce  | K4 500 m           |
| Juegos Europeos    |                        |                    |                    |
| Año                | Lugar                  | Medalla            | Competición        |
| 2023               | Cracovia (Polonia)     | Medalla de plata   | K4 500 m           |
| Campeonato Europeo |                        |                    |                    |
| Año                | Lugar                  | Medalla            | Competición        |
| 2021               | Poznań (Polonia)       | Medalla de plata   | K2 500 m           |